# عربیزی
عربیزی یا عربیش، یک الفبای رومی‌شده برای چت عربی است. این الفبا برای گویش‌های غیررسمی عربی ابداع شده و ترکیبی از خط لاتین و اعداد است. نخست این الفبا را جوانان عرب به کار می‌بردند اما امروزه به دلیل گستردگی در فضای مجازی و اینترنت به عرصه‌های تبلیغاتی نیز رسیده‌است.
این الفبای با الفبای رسمی لاتین‌نویسی عربی فرق دارد و برای نویسه‌هایی مانند «ض» و «ق» و «ح» که در الفبای لاتین برای آنان معادلی وجود ندارد از اعداد بهره می‌گیرد. عربیزی چندین گونه دارد که تفاوت گونه‌ها نیز بستگی به گویش عربی و الفبای مقصدی که متأثر از آن اقدام به ساخت عربیزی شده، می‌باشد؛ مثلاً اینکه بخواهیم از الفبای انگلیسی یا فرانسوی الهام بگیریم، در چگونگی عربیزی نقش خواهدداشت.
افزونه‌هایی برای عربیزی در فایرفاکس و کروم نیز وجود دارد(Panlatin و صفحه‌کلید ARABEASY). عربیزی هرگز در محیط‌های رسمی استفاده نمی‌شود و به ندرت برای ارتباطات طولانی به کار می‌رود.
برخی از صاحب‌نظران، این الفبا را برای زبان عربی زیان‌بار دانسته و منتقد آن هستند.

## واژه‌شناسی
در زبان عربی به انگلیسی، «اِنجِلیزی» می‌گویند. واژه‌ی عربیزی ترکیبی از «عربی» و «اِنجِلیزی» است.

## تاریخچه
در طول دهه‌های پایانی قرن بیستم، فناوری‌های ارتباطی مبتنی بر نوشته‌های غربی، مانند پیام متنی تلفن همراه، اینترنت، ایمیل، سیستم‌های تابلوی اعلانات، IRC و پیام‌رسانی فوری به‌طور فزاینده‌ای در جهان عرب رواج یافتند. بیشتر این فناوری‌ها در تنها استفاده از خط لاتین را مجاز می‌دانستند و برخی هنوز از نمایش خط عربی پشتیبانی نمی‌کنند. در نتیجه، کاربران عرب‌زبان، هنگام استفاده از این فناوری‌ها برای برقراری ارتباط، مکرراً متن عربی را به خط لاتین ترجمه می‌کنند. برای رسیدگی به آن دسته از حروف عربی که معادل آوایی در خط لاتین ندارند، اعداد و دیگر نشانه‌ها اختصاص داده شده‌است. برای نونه براساس ریخت نویسه، برای نویسهٔ ع از عدد ۳ استفاده شده‌است. بسیاری از کاربران تلفن‌های همراه و رایانه‌ها با وجود اینکه سیستم آنها قادر به نمایش خط عربی است از عربیزی استفاده می‌کنند.

## نویسه‌ها
به دلیل ماهیت غیررسمی این الفبا، هیچ چیزی تحت عنوان درست‌نویسی در آن وجود ندارد و برخی نویسه‌ها نیز دارای هم‌پوشانی هستند.
بیشتر نویسه‌های این ساختار از نویسه‌هایی لاتینی استفاده می‌کنند که از نظر آوایی به بهترین وجه با حرف عربی مطابقت داشته‌باشد. چونان ب که با b مطابقت دارد. تغییرات منطقه‌ای در تلفظ یک حرف عربی نیز می‌توانند دگرگونی‌هایی در نویسه‌نویسی ایجاد کنند. مانند «ج» که شاید توسط گویندهٔ لهجه شامی به صورت j یا توسط گویش‌ور مصری به صورت g نوشته شود.
حروفی که تقریب آوایی نزدیکی در خط لاتین ندارند، اغلب براساس شباهت و با استفاده از اعداد یا نشانه‌های دیگر بیان می‌شوند مانند «ع» که با استفاده از عددِ لاتینِ 3 نشان داده می‌شود چون 3 مانند قرینهٔ «ع» است.
در نویسه‌های نقطه‌دار نیز به‌جای نقطه از یک آپاستروف استفاده می‌شود مانند ' 3 برای نشان دادن غ.
| نویسه‌ها     | عربیزی           | IPA                   |
| ----------- | ---------------- | --------------------- |
| ء أ ؤ إ ئ آ‎ | 2 '              | ʔ                     |
| ا‎           | a aa e è         | æ(:) a(:) ɑ(:) ɛ(:) ɐ |
| ب‎           | b p              | b p                   |
| ت‎           | t                | t t̪ t͡s                |
| ث‎           | s th t           | s θ                   |
| ج‎           | j dj g           | ʒ d͡ʒ ɟ ɟ͡ʝ ɡ           |
| ح‎           | 7 h              | ħ ʜ                   |
| خ‎           | kh 7' 5          | x χ                   |
| د‎           | d                | d d̪                   |
| ذ‎           | z th dh d        | z ð                   |
| ر‎           | r                | ɾ r rˤ                |
| ز‎           | z                | z                     |
| س‎           | s                | s                     |
| ش‎           | sh ch $          | ʃ                     |
| ص‎           | s 9              | sˤ sˠ                 |
| ض‎           | d dh 9' D        | dˤ d̪ˤ d̪ˠ              |
| ط‎           | t 6 T            | tˤ t̪ˤ t̪ˠ              |
| ظ‎           | z th dh 6' t'    | zˤ ðˤ ðˠ              |
| ع‎           | ' 3              | ʕ ʢ                   |
| غ‎           | gh 3' 8          | ɣ ʁ                   |
| ف‎           | f v              | f v                   |
| ق‎           | 2 g q 8 9        | ʔ ɡ ɢ q               |
| ک‎           | k g ch           | k ɡ t͡ʃ                |
| ل‎           | l                | l ɫ                   |
| م‎           | m                | m                     |
| ن‎           | n                | n                     |
| ه‎           | h a e ah eh é    | h, /a e/              |
| ة‎           | a e eh at et é   | /a e at et/           |
| و‎           | w o ou oo u      | w o(:) u(:)           |
| ی‎ ی‎         | y i ee ei ai a é | j i(:) e(:), /a/      |

| نویسه‌های افزوده | عربیزی         | IPA    |
| --------------- | -------------- | ------ |
| پ‎               | p              | p      |
| چ‎               | j tsh ch tch g | ʒ t͡ʃ ɡ |
| ڜ‎               | ch tch         | t͡ʃ     |
| ڤ ڥ‎             | v              | v      |
| ڨ گ ݣ‎           | g              | ɡ      |